# Amelia
Amelia là một đô thị ở tỉnh Terni, vùng Umbria miền trung Italia. Đô thị này phát triển từ một pháo đài trên đồi với tên gọi là Ameria.
Đô thị này tọa lạc về phía nam của Umbria, trên ngọn đồi nhìn ra sông Tiber về phía đông và sông Nera River về phía tây. Đô thị này có cự ly 8 kilômét (5,0 mi) về phía bắc của Narni, 15 kilômét (9,3 mi) so với Orte và khoảng 93 kilômét (58 mi) so với Perugia, 100 km về phía bắc của Roma.